# Спасовка (приток Западного Буга)
Спасовка (укр. Спасівка) — река в Шептицком районе Львовской области Украины. Правый приток Западного Буга (бассейн Вислы).
Истоки расположены восточнее села Торки, в южной части Гороховской возвышенности (западная часть Волынской возвышенности). Течёт преимущественно на северо-запад. Впадает в Западный Буг в южной части села Скоморохи.
Длина реки составляет 25 км, площадь водосборного бассейна — 240 км². Русло слабоизвилистое, на значительном протяжении канализированное и выпрямленное. Пойма двусторонняя.
Наибольший приток — Драганка (правый).